# Паркачево
Парка́чево (рос. Паркачево) — село в Сарапульському районі Удмуртії, Росія.
Урбаноніми:
- вулиці — Зелена, Миру
- провулки — Зелений, Лісовий, Тихий

## Населення
Населення становить 63 особи (2010, 67 у 2002).
Національний склад (2002):
- росіяни — 94 %